# Allegiant Stadium
Das Allegiant Stadium ist ein American-Football- und Fußballstadion in der US-amerikanischen Stadt Paradise im Bundesstaat Nevada. Es dient als Heimspielstätte der Las Vegas Raiders aus der National Football League (NFL) sowie der UNLV Rebels, der NCAA-College-Football-Mannschaft der University of Nevada, Las Vegas.

## Lage
Das Allegiant Stadium liegt direkt westlich der Interstate 15 in der Nähe des Mandalay Bay Resort and Casino am Südende des Las Vegas Strip, nicht weit entfernt vom Harry Reid International Airport. Das Stadion soll einen Anschluss an die Las Vegas Monorail erhalten.

## Geschichte
Im Januar 2016 schlug die Las Vegas Sands Corporation den Neubau eines eine Milliarde US-Dollar teuren Stadions als neue Heimstätte des College-Football-Teams der University of Nevada, Las Vegas vor, das mindestens 75.000 Sitzplätze umfassen sollte. Zusätzlich wurden Gespräche mit Mark Davis, dem Besitzer der Oakland Raiders geführt, nachdem kurz zuvor ein Umzug der Raiders nach Los Angeles von der NFL abgelehnt worden war. Später stiegen die geplanten Kosten auf 1,9 Milliarden Dollar an.
Am 28. April 2016 gab Davis bekannt, dass er anstrebe, mit den Raiders nach Las Vegas umzuziehen und sicherte 500 Millionen Dollar Unterstützung für ein neues Stadion im Raum Las Vegas zu. Nachdem sich die Las Vegas Sands Corporation aus dem Projekt zurückgezogen hatte, erklärte deren CEO Sheldon Adelson seine Bereitschaft, das Stadion aus seinem eigenen Vermögen mitzufinanzieren. Im Oktober 2016 stimmten der Senat und die Assembly von Nevada dem Plan zu, den Bau eines neuen Stadions mit 750 Millionen Dollar zu unterstützen. Die Finanzierung erfolgt über eine Erhöhung der Hotelsteuer.
Am 19. Januar 2017 reichten die Oakland Raiders bei der NFL den Antrag auf einen Umzug nach Las Vegas ein. Nachdem sich Adelson Anfang 2017 aus der Finanzierung zurückzog, womit das Projekt zu kippen drohte, fanden die Raiders im März 2017 mit der Bank of America einen neuen Geldgeber. Am 27. März 2017 stimmten die Besitzer der 32 NFL-Teams dem Umzug mit 31:1 Stimmen zu, wobei Stephen M. Ross als Besitzer der Miami Dolphins als einziger gegen den Umzug stimmte.
Die Raiders kauften am 1. Mai 2017 ein etwa 25 Hektar großes Grundstück für 77,5 Millionen Dollar, auf dem das Stadion entstehen sollte. Am 13. November 2017 fand der erste Spatenstich statt. Ab 2020 sollten die Raiders dort spielen können, als Termin für die Fertigstellung war der 1. August 2020 angesetzt. Am 5. August 2019 einigte sich die aus Las Vegas stammende Billigfluggesellschaft Allegiant Air mit den Raiders über einen Sponsoringvertrag für den Stadionnamen. Die Fluglinie zahlt jährlich geschätzte 20 bis 25 Mio. US-Dollar. Seitdem trägt das zuvor mit dem provisorischen Namen Las Vegas Stadium bezeichnete Bauwerk den Namen Allegiant Stadium.
Das Stadion wurde am 31. Juli 2020 fertiggestellt. Am 21. August fand die erste Trainingseinheit der Raiders in dem neuen Stadion statt. Am 21. September wurde mit dem Heimspiel der Raiders gegen die New Orleans Saints am 2. Spieltag der NFL-Saison 2020, wegen der COVID-19-Pandemie in den Vereinigten Staaten ohne Zuschauer, das erste Spiel im Allegiant Stadium ausgetragen. Die Raiders gewannen das Spiel mit 34:24.

## Finanzierung
Die Kosten des Projekts wurden abschließend auf 1,8 Milliarden Dollar geschätzt, davon 1,4 Milliarden Dollar für den Bau des Stadions. Teilweise werden die Kosten auch mit 1,9 Milliarden Dollar angegeben, wobei ein 100 Millionen Dollar teures Trainingszentrum mit in die Kalkulation einbezogen wird. 850 Mio. Dollar tragen die Raiders, 750 Mio. Dollar werden durch öffentliche Gelder finanziert und 200 Mio. Dollar kommen von der National Football League.

## Veranstaltungen

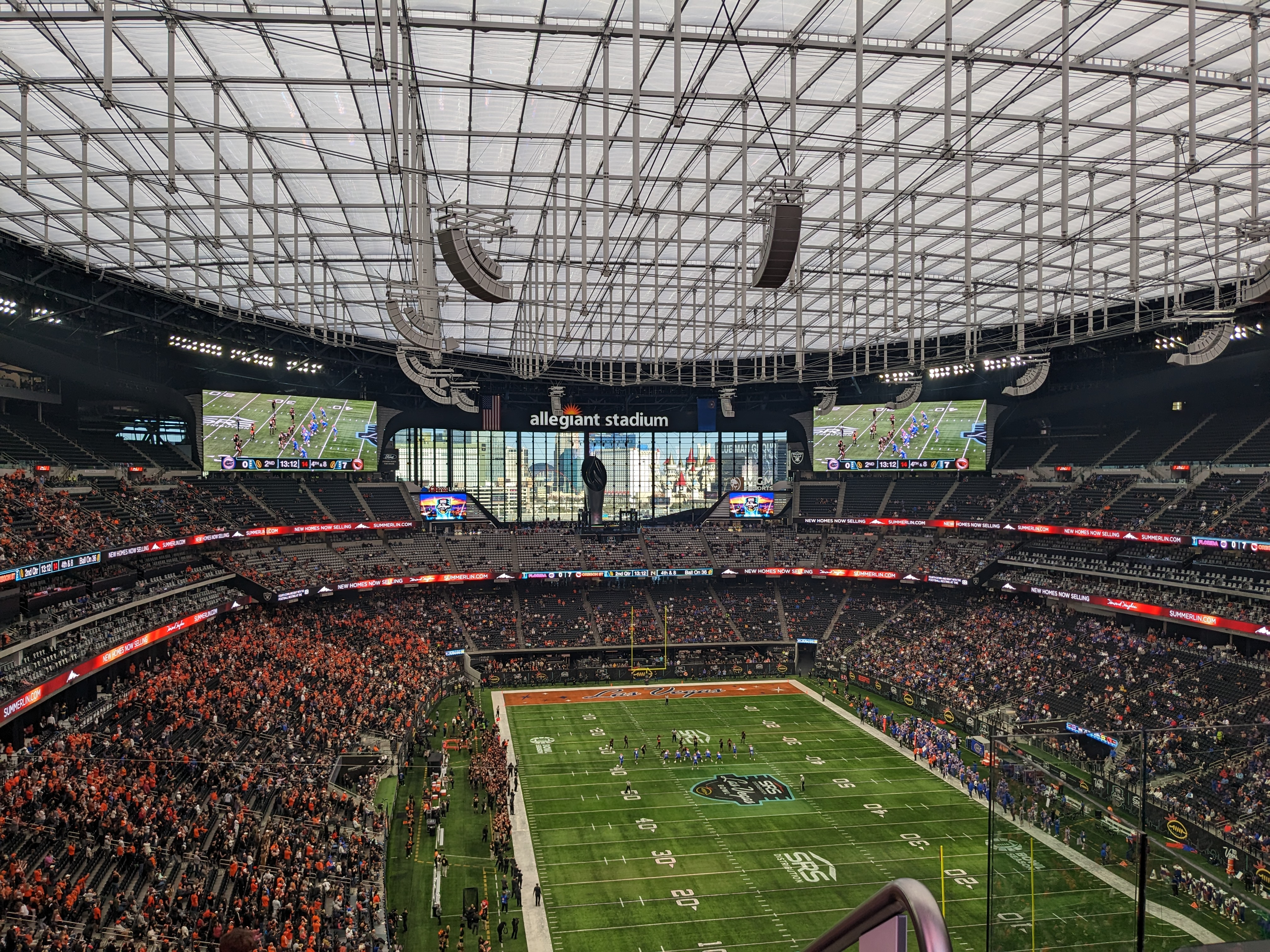
Innenraum im Dezember 2022 während des Las Vegas Bowl 2022

Der Pro Bowl 2021 sollte im Allegiant Stadium ausgetragen werden. Aufgrund der COVID-19-Pandemie wurde der Pro Bowl abgesagt, allerdings soll das Spiel im Jahr darauf in Paradise ausgetragen werden.
Das Finale des CONCACAF Gold Cup 2021, das die USA mit 1:0 nach Verlängerung gegen Mexiko gewannen, fand im Allegiant Stadium statt.
Die südkoreanische Boygroup BTS trat im Rahmen ihrer Permission To Dance Tour am 8., 9., 15. und 16. April 2022 im Allegiant Stadium auf.
Der Super Bowl LVIII (2024) fand im Allegiant Stadium statt, die Kansas City Chiefs besiegten die San Francisco 49ers in der Verlängerung mit 25:22.

### Länderspiele
Die US-amerikanische Fußballnationalmannschaft trug bisher drei Länderspiele im Stadion in Paradise aus.
- 01. Aug. 2021:  Vereinigte Staaten –  Mexiko 1:0 n. V. (CONCACAF Gold Cup 2021) – 61.114 Zuschauer[23]
- 15. Juni 2023:  Vereinigte Staaten –  Mexiko 3:0 (CONCACAF Nations League 2022/23)[24]
- 18. Juni 2023:  Vereinigte Staaten –  Kanada 2:0 (CONCACAF Nations League 2022/23)